# Liste der Monuments historiques in Saint-Césaire
Die Liste der Monuments historiques in Saint-Césaire führt die Monuments historiques in der französischen Gemeinde Saint-Césaire auf.

## Liste der Bauwerke
| Bezeichnung       | Beschreibung              | Standort | Kennzeichnung | Schutzstatus | Datum | Bild           |
| ----------------- | ------------------------- | -------- | ------------- | ------------ | ----- | -------------- |
| Kirche St-Césaire | Erbaut im 12. Jahrhundert | (Lage)   | PA00105162    | Classé       | 1913  | weitere Bilder |

## Liste der Objekte
| Bezeichnung      | Beschreibung             | Standort                        | Kennzeichnung | Schutzstatus | Datum | Bild |
| ---------------- | ------------------------ | ------------------------------- | ------------- | ------------ | ----- | ---- |
| Weihwasserbecken | Stein und Steingut, 1795 | in der Kirche St-Césaire (Lage) | PM17001707    | Inscrit      | 1991  |      |